# Pambujan
Pambujan es un municipio filipino de cuarta clase, perteneciente a la provincia de Sámar del Norte, en las Bisayas Orientales.

## Historia
Hacia mediados del siglo XIX, el lugar pertenecía al pueblo de Lavang. Aparece descrito en el segundo volumen del Diccionario geográfico, estadístico, histórico de las Islas Filipinas (1851) de Manuel Buzeta Núñez y Felipe Bravo con las siguientes palabras:

PAMBUJAN: visita del pueblo de Lavang, en laisla y prov. de Samar, dióc. de Cebú; en la costa setentrional de la isla, bajo un clima templado y saludable. Dista leg. al de su matriz, en cuy o art. damos su pobl. prod. trib.
(Buzeta y Bravo, 1851, p. 379)

En 2020, tenía censados 35 532 habitantes.